# Rheumaptera bicolor
Rheumaptera bicolor är en fjärilsart som beskrevs av Felder 1876. Rheumaptera bicolor ingår i släktet Rheumaptera och familjen mätare. Inga underarter finns listade.